# 深井

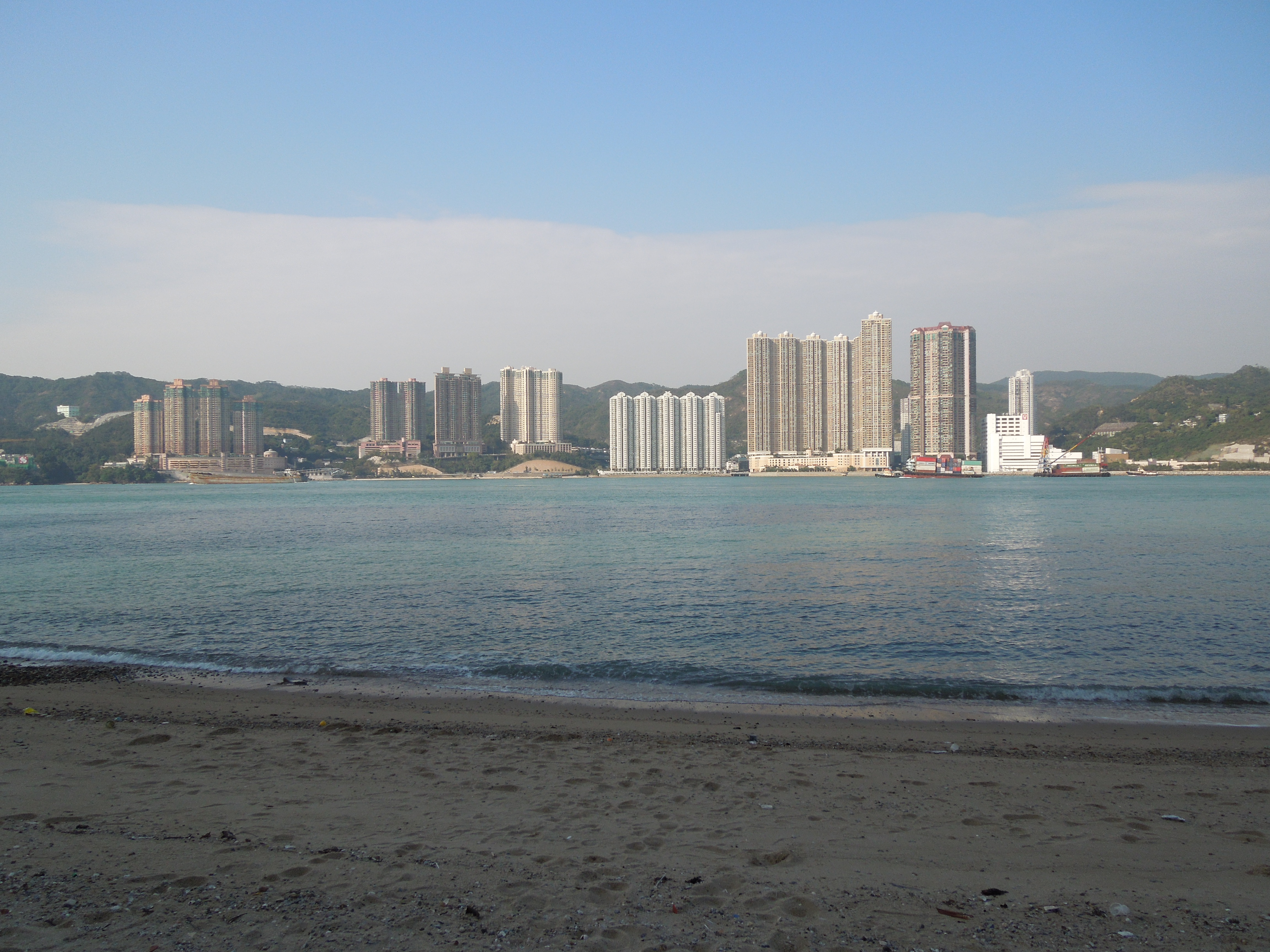
深井全景《2013年》 （由左至右：浪翠園、麗都花園、碧堤半島、縉皇居、嘉頓麵包廠）

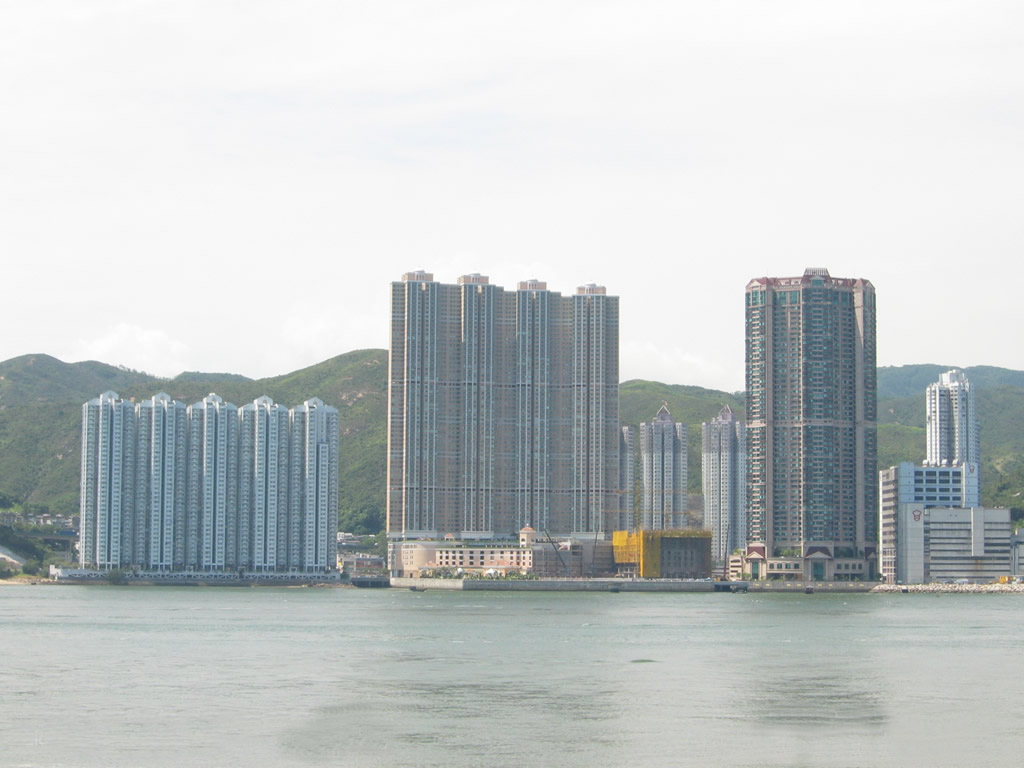
深井全景《2003年》 (由左至右：麗都花園、碧堤半島、縉皇居、嘉頓麵包廠)

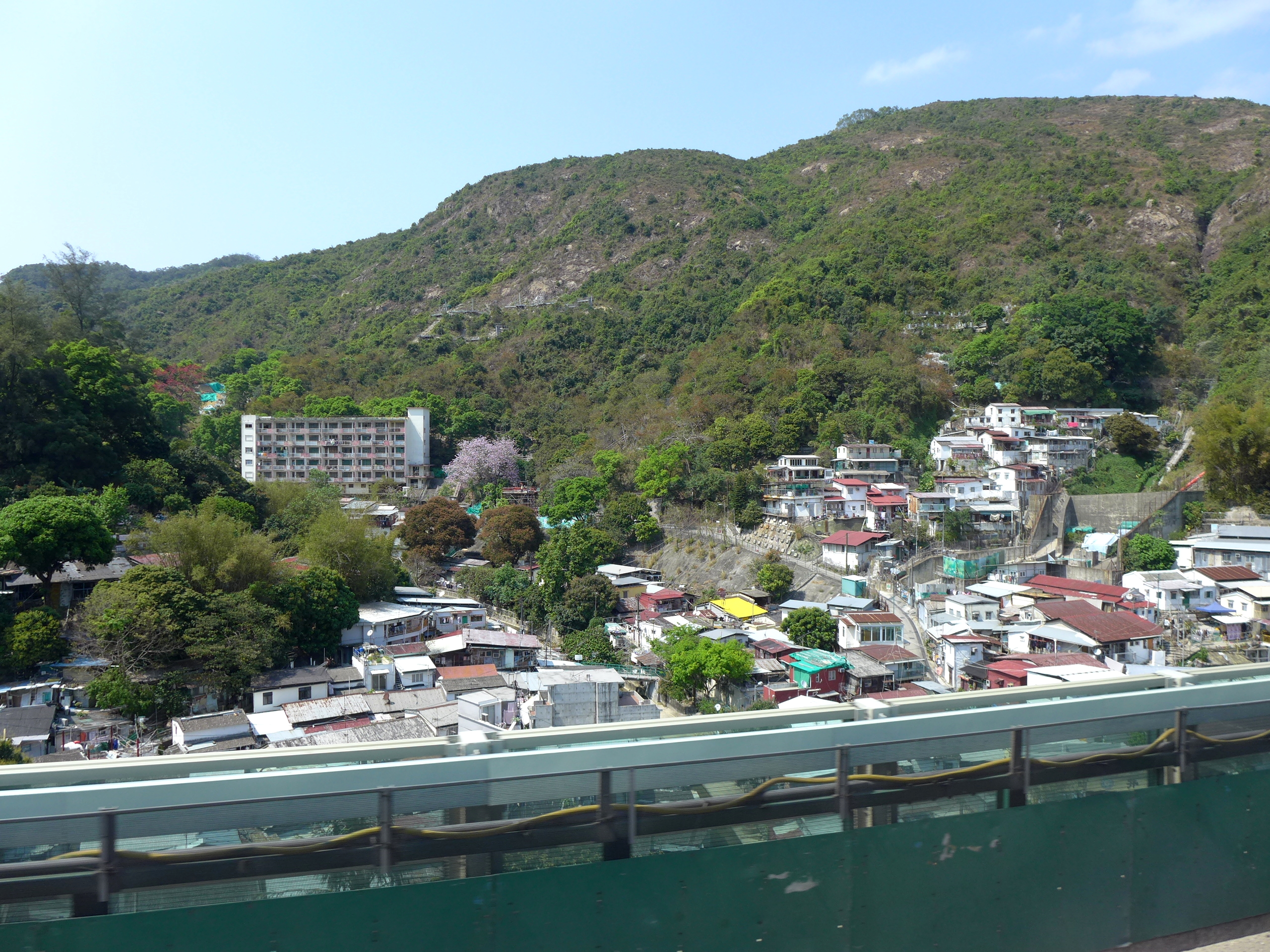
深井村

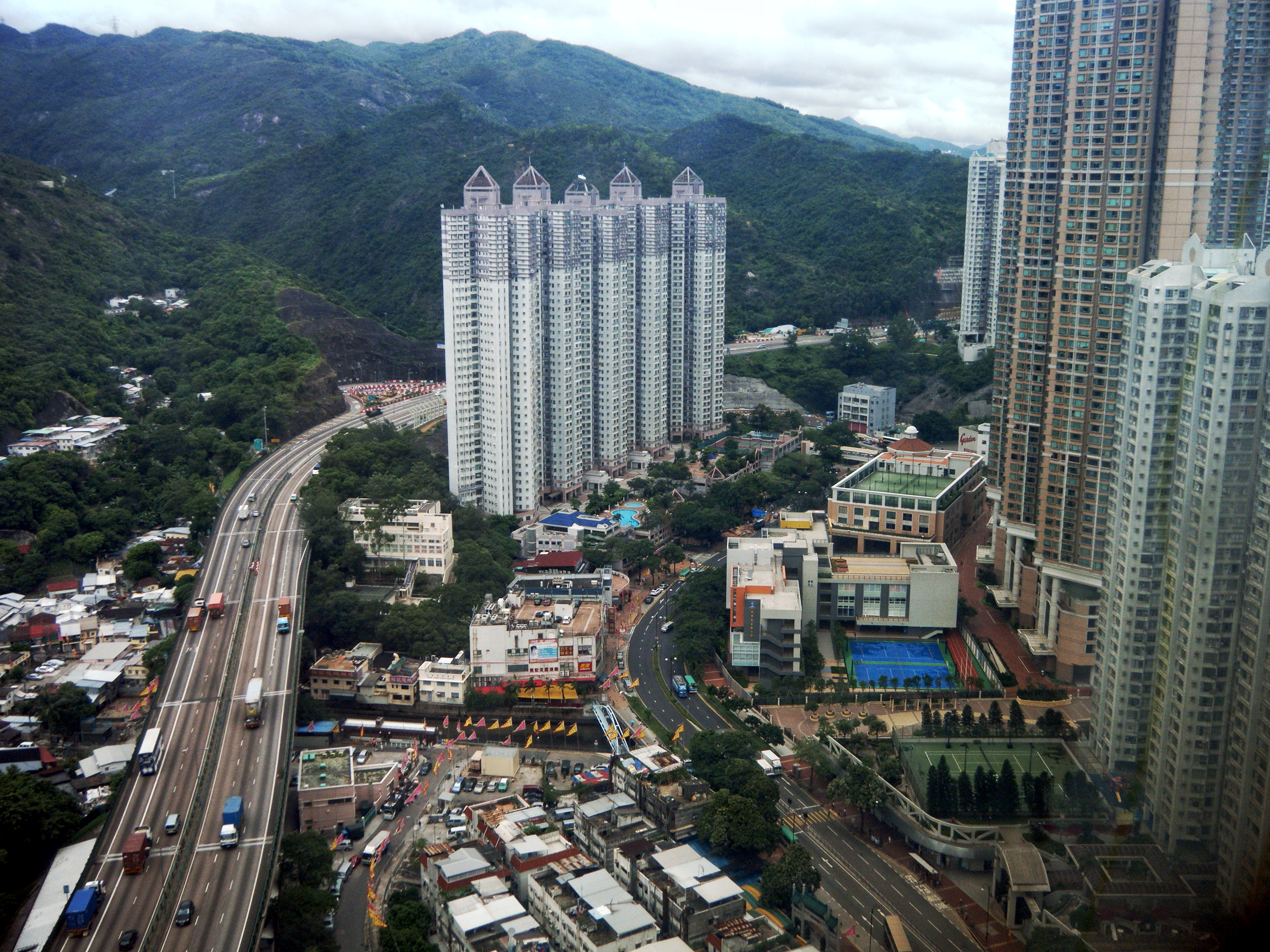
從住宅高處眺望深井，前方為海韻花園

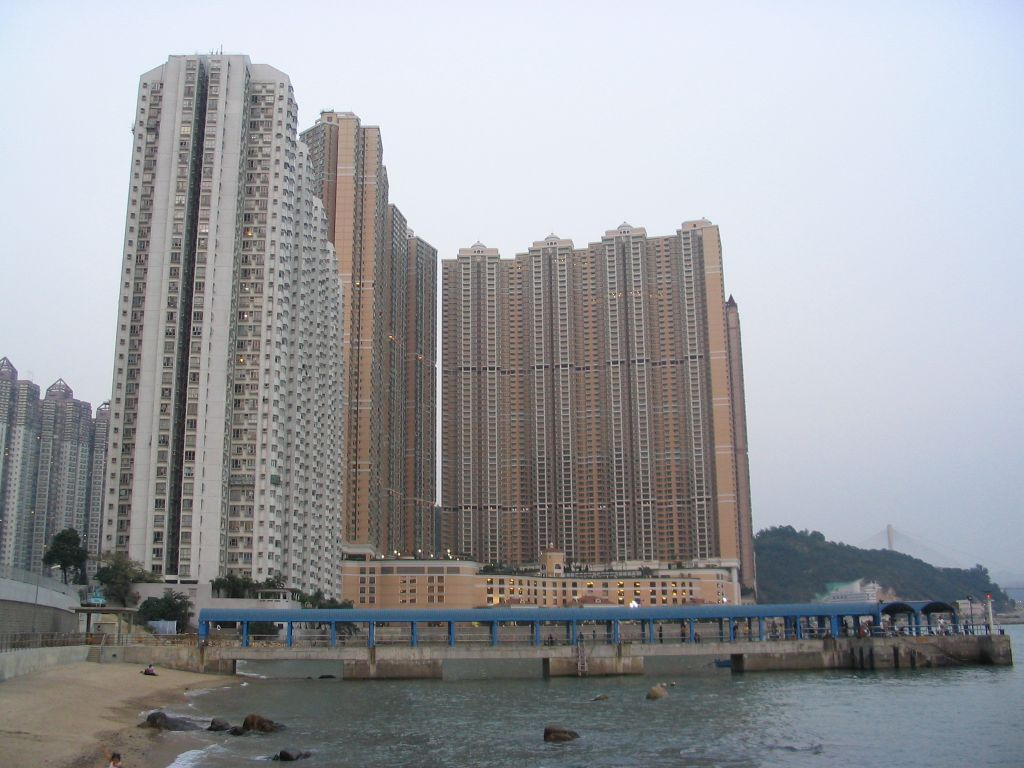
深井近海一帶可望馬灣一帶的美景，高樓大廈密集。

深井（英語：Sham Tseng）為香港新界荃湾區的鄉郊，汀九以西，青龍頭以東，以深井村為中心。深井出產的燒鵝在香港相當馳名，唯其他食物選擇不多，外賣服務亦甚少覆蓋深井，因此區內人曾自嘲深井是美食沙漠。不過近年部份外送平台如Foodpanda已經開始在深井區提供服務改變了這一形勢。
深井有獨特的海灣，可以遠眺青馬大橋及馬灣，晴朗時更可以望見香港國際機場。1980年代至1990年代，多間地產發展商在深井沿海地區發展多個私人屋苑，例如碧堤半島及浪翠園等大型屋苑，均以海景及寧靜作為賣點，但社區設施相對屯門及荃灣明顯較為不足，由於該處沒有鐵路覆蓋，而距離深井最近的港鐵站為相距6公里的荃灣西站 ，因此對外的公共交通需要依賴香港島和九龍往來屯門及荃灣的巴士及小巴。

## 附近景點
昔日深井以鄉村村屋為主。但由1989年10月開始，深井發展了不少私人屋苑，例如麗都花園、海韻花園及碧堤半島。這是因為深井可以望到青馬大橋和馬灣一帶的美景和鄰近屯門公路吸引區外人遷入。
著名品牌香港生力啤酒廠曾經設廠在深井岸邊，在1996年因為地皮具有發展臨海住宅的潛力，生力啤於是賣地獲利，並移至元朗新酒廠，於9月19日正式落成啟用。原址則改建為住宅碧堤半島。
此外嘉頓的生產廠房也是位於深井，而該公司亦曾於區內開設嘉韻軒酒樓，但已結業。

## 食肆

### 青山公路深井段

#### 燒鵝
- 能記燒鵝飯店
- 陳記花園燒鵝酒家
- 陳記燒鵝海鮮酒家
- 裕記燒鵝飯店
- 傅記燒鵝飯店

#### 酒樓
- 阿翁深井燒鵝大王
- 鴻記點心茶樓

#### 餐廳
- 金域軒
- 咖喱寶（印度）餐廳
- 迦南美食
- 迦南海鮮鍋
- 泰朝泰國菜
- 新井食堂
- Kcal（卡路里餐廳﹞
- Soul Cafe
- July Coffee
- One Resturant
- 微茶
- 嘉頓咖啡店
- 醉燒

#### 快餐店
- 大快活
- 一粥麵
- 麥當勞
- 吉野家
- 譚仔雲南米線

#### 茶餐廳
- 良記粉麵
- 傅記粥麵茶餐廳
- 榮記茶餐廳（臨時街市）
- 泰好味
- 鴻記點心茶餐廳
- 上海冰室

#### 咖啡廳
- Soul Cafe (臨時街市)
- July Coffee&Co.(深井村牌坊)

#### 火鍋
- 滾得棧
- 迦南鍋

#### 涼茶店
- 鴻福堂

## 商場

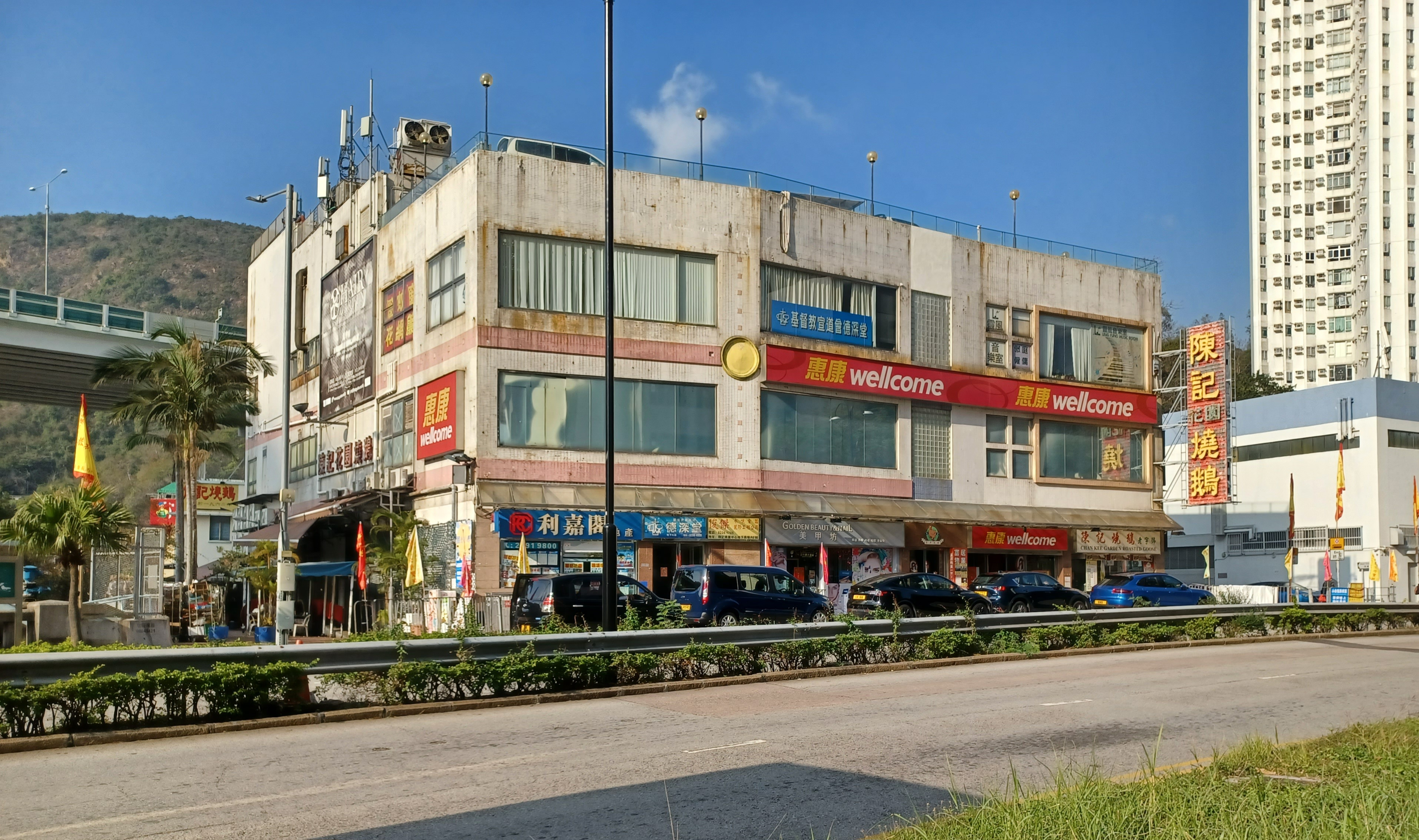
陳記商業中心

由於深井人口不多，加上鄰近商場戲院林立的荃灣和屯門，因此深井的商場規模相對較小。
- 海韻商場
- 陳記商業中心
- 陳記廣場
- 碧堤坊

## 學校

### 幼兒園/幼稚園
- 栢基海韻幼稚園 （页面存档备份，存于）
- 香港保護兒童會深井幼兒學校 （页面存档备份，存于）

### 小學
- 靈光小學
- 深井天主教小學

## 超級市場及便利店
- fusion by PARKnSHOP（百佳超級廣場）
- 惠康
- 佳宝食品超級市場
- 759阿信屋
- 7-11便利店
- OK便利店

## 藥房
- 萬寧
- 宏信大藥房
- 屈臣氏

## 家居用品
- 日本城
- 輝盛雜貨凍肉

## 住宅

### 鄉村
- 深井村
- 深井舊村
- 深井新村
- 深井東村
- 深井西村
- 深井商業新村
- 舒安臺
- 清快塘新村
- 清快塘村
- 排棉角村

### 屋苑

#### 青山公路深井段
- 縉皇居
- 碧堤半島
- 海韻臺
- 海韻花園
- 麗都花園
- 浪翠園1,2期

#### 青山公路青龍頭段
- 浪翠園3,4期
- 海雲軒
- 龍騰閣
- 豪景花園
- 傲庭峰
- 御濤·凱濤
- 逸璟·龍灣

### 別墅
- 黃金花園
- 御天峰（前稱：龍景別墅）
- 御海峰（前稱：龍騰花園）
- 瀧泊
- 龍圃（Dragon Garden）

## 工廠
- 嘉頓麵包

## 泳灘
- 釣魚灣(十三咪)
- 深井灣畔(已填海，現址碧堤半島)

## 交通

### 主要交通幹道
- 青山公路－深井段：青山公路－深井段是青山公路比較短的一段，由機場核心計劃展覽中心至馬灣碼頭，而此處亦是新界的士可營運範圍。
- 屯門公路

## 區議會議席分佈
為方便比較，以下列表以青山公路深井段沿線地區為範圍。
| 年度/範圍          | 2000-2003                             | 2004-2007                             | 2008-2011                       | 2012-2015                       | 2016-2019                     | 2020-2023                     |
| ------------------ | ------------------------------------- | ------------------------------------- | ------------------------------- | ------------------------------- | ----------------------------- | ----------------------------- |
| 青山公路深井段沿線 | 分散在荃灣郊區東選區 及荃灣郊區西選區 | 分散在荃灣郊區東選區 及荃灣郊區西選區 | 分散在麗興選區及 荃灣郊區東選區 | 分散在麗濤選區及 荃灣郊區東選區 | 分散在汀深選區 及荃灣郊區選區 | 分散在汀深選區 及荃灣郊區選區 |

註：以上主要範圍尚有其他細微調整（包括編號），請參閱有關區議會選舉選區分界地圖及條目。

## 參见
- 荃灣區
- 汀九
- 青龍頭